# Linas Tadas Karosas

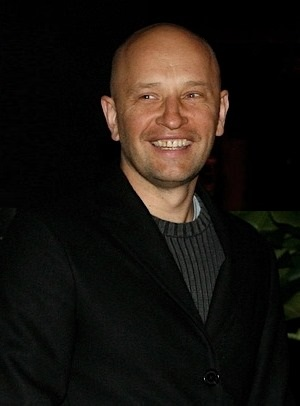
Linas Tadas Karosas 2008

Linas Tadas Karosas (* 1964 in Vilnius, Litauische SSR) ist ein litauischer Unternehmer und Vorstandsvorsitzender der Beteiligungsgesellschaft LTk Capital. Er ist Gründer und Inhaber der in den baltischen Staaten größten Restaurant-Kette „Čili Holdings“ und der Holding-Gesellschaft UAB „Amazing CILI Invest“ (ehemals UAB „Vilsarmos investicija“). Die Kette besitzt derzeit über 100 Restaurants (Čili pica, Čili kaimas, Čili Kinija, Tokio). Laut dem Magazin „Veidas“ war Karosas im Jahr 2010 mit etwa 30 Millionen Euro Vermögen auf Platz 24 der reichsten Menschen in Litauen.

## Leben
Karosas absolvierte das Studium der Rechtswissenschaften an der Universität Vilnius und arbeitete fünf bis sechs Jahre in der Staatsanwaltschaft. Um 1993 trat er in die Business-Welt. Die ersten Transaktionen waren Privatisierungen im post-sowjetischen Litauen. Seitdem war er an einer Vielzahl von Business-Ventures beteiligt: Mineraliniai vandenys (Import und Vertrieb von Alkohol- und Tabakwaren), Gelvora (Sicherheitsdienste), Sarma (Einzelhändler für Parfümerie und Kosmetik), Apranga (Einzelhändler für Bekleidung), „Grand Casino World“ und andere. Sein jüngstes Projekt ist die E-Commerce-Website Pigu.lt (wörtlich: „billig.lt“). Es wurde von einem Treffen mit Amazon-Gründer Jeff Bezos inspiriert.
Karosas ist öffentlichkeitsscheu und der breiten Masse in Litauen kaum bekannt. Ohne öffentliches Aufsehen zieht Karosas Medienaufmerksamkeit auf sich. Er besitzt ein viersitziges Flugzeug des Typs Cirrus SR22, das im Juli 2009 eine Bruchlandung erlitt. Die Medien berichteten auch, dass er einen Bugatti Veyron gekauft habe, aber er wies die Gerüchte von sich.